# 수호이 Su-30MKK
수호이 Su-30MKK(NATO 보고명: Flanker-G)는 수호이 Su-30의 변형으로, 수호이 Su-35 파생형의 진보된 기술을 가져왔다. Su-30MKK는 1997년 수호이사가 러시아와 중화인민공화국의 직접 입찰 요청으로 개발하였다. 수호이 Su-30과 같이 미국의 맥도널 더글러스 F-15E 스트라이크 이글에 필적하는 중형 전천후 장거리 타격 전투기이다. Su-30MK2는 항공전자장비 및 해상 공격 능력을 업그레이드 한 Su-30MKK보다 더 향상된 것이다. MKK와 MK2는 현재 중국 인민해방군 공군, 인도네시아 공군, 베트남 인민공군, 베네수엘라 공군, 우간다 공군이 운용하고 있다.

## 같이 보기
- 수호이 Su-30
- 선양 J-16